# Franz Joseph Harbaur
Franz Joseph Harbaur, auch François Joseph Harbaur (* 24. März 1776 in Neuwiller-lès-Saverne; † 27. Mai 1824 in Cambrai) war ein elsässischer Mediziner und Hochschullehrer, Leibarzt von König Wilhelm I und Generalinspektor des medizinischen Dienstes des Königreichs der Niederlande.

## Leben
Franz Joseph Harbaur, Sohn eines Landchirurgen, floh nach Ausbruch des Ersten Koalitionskrieges im Alter von 17 Jahren zunächst gemeinsam mit seinem Bruder Pierre nach Darmstadt, wechselte dann nach Würzburg, besuchte unter der Obhut der Familie Siebold das Gymnasium und studierte und erhielt ersten Operationsunterricht am Juliusspital. 1796 zog er nach Jena, wo er Wohnräume bei Johann Gottlieb Fichte hatte und an der Universität Jena bei Christoph Wilhelm Hufeland und Johann Christian Stark studierte. Er war Assistenzarzt bei Johann Christian Stark und behandelte während dieser Zeit den Dichter Friedrich Schiller, mit dem er sich anfreundete und ab dieser Zeit mit ihm und dessen Frau Charlotte Schiller korrespondierte. Als Johann Wolfgang von Goethe im Januar 1801 lebensgefährlich erkrankte behandelte Franz Joseph Harbaur ihn nach der »Brownschen Methode«, die der eigentliche Hausarzt Hufeland zuvor strikt abgelehnt hatte. Im Jahr 1802 zog er nach Paris, bildete sich bei Alexis Boyer und Antoine Dubois weiter, promovierte 1803 und wurde 1804 Leibarzt des Fürsten von Nassau-Oranien-Fulda und späteren Königs Wilhelm I.
Nach der verlorenen Schlacht bei Jena, der mit 10.000 Mann in Erfurt erfolgten Kapitulation Wilhelms und des durch Napoléon Bonaparte erklärten Verlusts der Länder trat Harbaur in den Dienst von General Henri Clarke d’Hunebourg, der Generalgouverneur des besetzten Berlins und dann von Napoleon I. zum Kriegsminister ernannt wurde. Zwischen 1810 und 1812 arbeitete Harbaur in Sankt Petersburg als Leibarzt für Graf Wiktor Pawlowitsch Kotschubei und kehrte, kurz bevor die französische Armee in Russland einmarschierte, gemeinsam mit seiner Frau Pauline Bilterling, die er kurz zuvor geheiratet hatte, nach Frankreich zurück. Nach der Abdankung Napoleons I. trat Harbaur wieder in den Dienst von König Wilhelm I., wurde wieder Leibarzt und darüber hinaus zum für die medizinischen Angelegenheiten der südlichen Niederlande zuständigen Kommissar im Innenministerium ernannt. Franz Joseph Harbaur wirkte ab 1817 als Professor an der medizinischen Fakultät der Reichsuniversität Löwen und war darüber hinaus von der Gründung 1817 bis 1819 Rektor magnificus der Universität. Im Jahr 1819 wurde er Generalinspektor des medizinischen Dienstes der niederländischen Land- und Seestreitkräfte und 1822 Generalinspektor des medizinischen Dienstes des Königreichs der Niederlande.
Franz Joseph Harbaur wurde am 28. November 1820 unter der Präsidentschaft des Mediziners Christian Gottfried Daniel Nees von Esenbeck mit dem akademischen Beinamen Cliffortius unter der Matrikel-Nr. 1181 als Mitglied in die Kaiserliche Leopoldino-Carolinische Akademie der Naturforscher aufgenommen. Seit 1816 war er Mitglied der Académie royale de Bruxelles.
Er war seit 1812 in Sankt Petersburg kirchlich mit Pauline Jeannette Bilterling († 1824) verheiratet. 1813 vollzog das Paar die standesamtliche Heirat in Neuwiller. Seine Schwester Marie Barbe Harbaur war seit 1818 mit dem Botaniker, Apotheker und Hochschullehrer Franz Joseph Adelmann verheiratet.